# Meteren Military Cemetery
Meteren Military Cemetery is een Britse militaire begraafplaats met gesneuvelden uit de Eerste Wereldoorlog, gelegen in de Franse plaats Meteren in het Noorderdepartement. De begraafplaats ligt aan de noordelijke dorpsrand, aansluitend op de gemeentelijke begraafplaats van Meteren en wordt gedeeltelijk omgeven door een haag en een bakstenen muur. De begraafplaats werd ontworpen door Herbert Baker en wordt onderhouden door de Commonwealth War Graves Commission. Aan de westkant staat het Cross of Sacrifice, aan de oostkant de Stone of Remembrance.
Er worden 837 doden herdacht waaronder 180 niet geïdentificeerde.

## Geschiedenis
In oktober 1914 was Meteren even in Duitse handen gevallen, maar het dorp kon dan weer heroverd worden. Het bleef in geallieerde handen tot het Duitse lenteoffensief van april 1918, toen het platgebombardeerd werd. Na de oorlog, in 1919, werd de begraafplaats door de Franse overheid ingericht toen men Franse, Duitse en Britse graven uit de omliggende slagvelden en kleinere begraafplaatsen hier verzamelde. Deze ontruimde begraafplaatsen waren Berthen Churchyard, in Berten, Mont-des-Cats British and Indian Cemeteries in Godewaarsvelde en Le Roukloshille Military Cemetery en Meteren Churchyard in Meteren. De 168 Duitse graven werden later overgebracht naar Duitse begraafplaatsen. Van de 112 oorspronkelijke Franse graven werden er verschillende gerepatrieerd naar hun thuisplaats.
Voor vijf soldaten waarvan men vermoedt dat ze hier begraven liggen zijn Special Memorials opgericht. Voor een Brit wiens graf op het kerkhof van Meteren tijdens de oorlog was vernield en voor een Indiër wiens graf op de Katsberg was vernield werden eveneens Special Memorials opgericht.
Nu liggen er 587 Britten, 7 Canadezen, 104 Australiërs, 22 Nieuw-Zeelanders, 31 Zuid-Afrikanen, 17 Indiërs en 69 Fransen.
Op de aansluitende gemeentelijke begraafplaats liggen enkele Britse graven uit de Tweede Wereldoorlog.

## Graven

### Onderscheiden militairen
- Harry Ronald Collier, kapitein bij de King's Own Scottish Borderers; Georges Shearer, kapitein bij het York and Lancaster Regiment; Percival Francis Reed, luitenant bij de Australian Infantry, A.I.F. en James Logie Young, luitenant bij de Black Watch (Royal Highlanders werden onderscheiden met het Military Cross (MC). Kapitein Edward Leslie Marshall van de Royal Inniskilling Fusiliers ontving deze onderscheiding tweemaal (MC and Bar).
- Arthur Henry Ball, kanonnier bij de Royal Field Artillery werd onderscheiden met de Distinguished Conduct Medal en de Military Medal (DCM, MM).
- Philip Thornton, sergeant bij het Royal Warwickshire Regiment werd onderscheiden met de Distinguished Conduct Medal (DCM).
- William McGregor Peattie, sergeant bij het Tank Corps werd onderscheiden met de Meritorious Service Medal (MSM).
- er werden nog 21 militairen onderscheiden met de Military Medal (MM) waaronder sergeant Roderick Jesse Walder en soldaat J.R. Jones tweemaal (MM and Bar).

### Aliassen
- soldaat A. Morris diende onder het alias Frederick Rodgers bij het Royal Warwickshire Regiment.
- soldaat A.W. Botterill diende onder het alias A.W. Davies bij de Black Watch (Royal Highlanders).